# Dazzling Display
Dazzling Display è il secondo album dell'artista californiano Steve Wynn, uscito a due anni dall'esordio solista Kerosene Man. L'album è considerato forse il meno riuscito della sua carriera solista.

## Il disco
L'album si apre con Drag, canzone nota al grande pubblico per essere stata inserita nell'episodio 49 di Baywatch, prosegue con Tuesday, canzone tra il beat e la psichedelia in stile revival anni '60.
La title track scritta a quattro mani con Peter Buck dei R.E.M. che, caratterizzata da chitarre aggressive, velocità e un ritornello orecchiabile fa rivivere per un attimo i fasti dei migliori The Dream Syndicate, così come 405.
Segue la lentissima Halo, poi Dandy In Disguise che anticipata dall'intro che richiama una tipica festa del paese agli inizi del novecento con il tiro al bersaglio, la canzone più stravagante dell'album, seguono Grace e la ballata As It Should Be.
Nell'album è presente Bonnie And Clyde una cover dell'omonima canzone di Serge Gainsbourg eseguita a suo tempo con Brigitte Bardot tradotta da Steve Wynn dal francese ed eseguita in duetto con Johnette Napolitano dei Concrete Blonde.
Chiudono l'album Close Your Eyes una canzone pop e la strimpellata Light Of Hope .
Nel 2000 viene pubblicata dalla Prime Records una ristampa con incluse sei bonus tracks di cui alcune prese dall'EP Kerosene Man.

## Tracce
Testi e musiche di Steve Wynn, eccetto dove indicato.
1. Drag – 4:52
2. Tuesday – 3:34
3. When She Comes Around – 4:23
4. A Dazzling Display – 5:21 (Peter Buck, Steve Wynn)
5. Halo – 4:32
6. Dandy in Disguise – 3:48
7. Grace – 3:17
8. As It Should Be – 4:42
9. Bonnie and Clyde – 4:17 (Serge Gainsbourg)
10. 405 – 4:33
11. Close Your Eyes – 3:45
12. Light of Hope – 2:01

Tracce bonus
1. Kool Thing
2. Boy in the Bubble
3. Conspiracy of the Heart
4. Watching the River Flow
5. Crazy Feeling
6. The Long Goodbye

## Formazione
- Steve Wynn – voce, chitarra
- Peter Buck – chitarra, chitarra a 12 corde
- Robert Mache – chitarra
- Fernando Saunders – basso
- Jim Lang – organo
- Denny Fongheiser – batteria, percussioni

Con la partecipazione di:
- Chris Cacavas – tastiera
- Johnette Napolitano – basso, voce
- Russ Tolman – cori
- John Wesley Harding – armonica